# Anna Kwietniewska
Anna Jolanta Kwietniewska (ur. 10 sierpnia 1939 w Łodzi, zm. 21 grudnia 2022 tamże) – polska lekarka i polityk, posłanka na Sejm X kadencji.

## Życiorys
Z wykształcenia i zawodu lekarka, absolwentka jednej z akademii medycznych z 1963. Pracowała w zespole opieki zdrowotnej Łódź-Polesie. Była radną Wojewódzkiej Rady Narodowej w Łodzi oraz wiceprzewodniczącą rady krajowej Federacji Związków Zawodowych Pracowników Ochrony Zdrowia. Brała udział w obradach Okrągłego Stołu po stronie partyjno-rządowej w podzespole do spraw zdrowia.
W 1989 uzyskała mandat posłanki na Sejm kontraktowy z okręgu śródmiejskiego z puli Polskiej Zjednoczonej Partii Robotniczej. Na koniec kadencji należała do Parlamentarnego Klubu Lewicy Demokratycznej. Była członkinią Komisji Zdrowia oraz Komisji Nadzwyczajnej do rozpatrzenia projektu ustawy o ochronie prawnej dziecka poczętego.
W 1985 odznaczona Złotym Krzyżem Zasługi.